# 1998년 5월
| 1998년: 1월 · 2월 · 3월 · 4월 · 5월 · 6월 · 7월 · 8월 · 9월 · 10월 · 11월 · 12월 |

| <          | 1998년 5월 | 1998년 5월  | 1998년 5월 | 1998년 5월 | 1998년 5월 | >          |
| 일         | 월         | 화          | 수         | 목         | 금         | 토         |
|            |            |             |            |            | 1 4.6 무신 | 2 7 기유   |
| 3 8 경술   | 4 9 신해   | 5 10 임자   | 6 11 계축  | 7 12 갑인  | 8 13 을묘  | 9 14 병진  |
| 10 15 정사 | 11 16 무오 | 12 17 기미  | 13 18 경신 | 14 19 신유 | 15 20 임술 | 16 21 계해 |
| 17 22 갑자 | 18 23 을축 | 19 24 병인  | 20 25 정묘 | 21 26 무진 | 22 27 기사 | 23 28 경오 |
| 24 29 신미 | 25 30 임신 | 26 5.1 계유 | 27 2 갑술  | 28 3 을해  | 29 4 병자  | 30 5 정축  |
| 31 6 무인  |            |             |            |            |            |            |

| - 5월 2일 - 히데 편집하기 |

## 1998년5월 21일
- 인도네시아의 수하르토 대통령이 32년 만에 퇴진하고, 후임에 하비비 대통령이 선출되었다.